# 안녕하세요 노주현 왕영은입니다
안녕하세요 노주현 왕영은입니다는 대한민국의 방송국인 KBS의 라디오 채널 KBS 해피FM에서 매일 오전 9시 5분부터 오전 11시까지 종영 방송된 배우 노주현과 방송인 왕영은이 진행하는 라디오 프로그램이다. 2004년 4월 25일 자로 6개월만에 폐지되었다.

## 진행자
- 노주현 배우 (남)
- 왕영은 방송인 (여)